# Успехи физических наук
«Успехи физических наук» (УФН) — ежемесячный научный журнал, публикующий обзоры современного состояния наиболее актуальных проблем физики и смежных с нею наук. Предназначается для научных работников, аспирантов, студентов-физиков старших курсов, преподавателей.
Включён в список научных журналов ВАК. Является одним из самых цитируемых российских изданий: в 2020 году импакт-фактор по версии ISI составил 3,361.

## История
Основан в 1918 году П. П. Лазаревым, который стал первым главным редактором журнала. Статьи, публикуемые в журнале с 1958 года, переводятся на английский язык и издаются под названием «Physics-Uspekhi» (Advances in Physical Sciences).

## Периодичность и структура
Выходит 12 раз в год (1 том, включающий 12 номеров; при цитировании статей 1990—1993 годов обязательно указывается номер журнала).
В каждом томе содержится около 1250 страниц с 10 статьями в каждом выпуске.
Доступны архивы журнала на компакт-дисках начиная с 1994 года (на английском языке).
Основные разделы журнала:
- Обзоры актуальных проблем
- Физика в наши дни
- Приборы и методы исследований
- Методические заметки
- Из истории физики
- Конференции и симпозиумы
- Обзоры книг
- Новости физики в сети Интернет

## Сотрудники
Главный редактор
- О. В. Руденко, доктор физико-математических наук, академик РАН.

Редакционный совет
- Л. П. Питаевский, академик РАН, Институт физических проблем им. П. Л. Капицы РАН, Università di Trento and BDC Center, Italy (заместитель главного редактора; скончался 23 августа 2022)
- Е. Б. Александров, академик РАН, Государственный оптический институт, Физико-технический институт им. А. Ф. Иоффе РАН
- Ф. И. Атауллаханов, академик РАН, Центр теоретических проблем физико-химической фармакологии РАН
- Ю. В. Гуляев, академик РАН, Институт радиотехники и электроники им. В. А. Котельникова РАН
- С. П. Денисов, академик РАН, ГНЦ РФ Институт физики высоких энергий, г. Протвино
- Л. М. Зелёный, академик РАН, Институт космических исследований РАН
- А. А. Каплянский, академик РАН, Физико-технический институт им. А. Ф. Иоффе РАН
- О. А. Кочаровская, доктор физико-математических наук, Техасский университет A&M
- Г. Н. Кулипанов, академик РАН, Институт ядерной физики им. Г. И. Будкера СО РАН
- А. Г. Литвак, академик РАН, Институт прикладной физики имени А. В. Гапонова-Грехова РАН
- Г. А. Месяц, академик РАН, Физический институт им. П. Н. Лебедева РАН
- Р. А. Сюняев, академик РАН, Институт космических исследований РАН
- А. Р. Хохлов, академик РАН, Московский государственный университет
- А. М. Черепащук, академик РАН, Государственный астрономический институт имени П. К. Штернберга

Редакционная коллегия
- О. В. Руденко, академик РАН, Московский государственный университет им. М. В. Ломоносова (заместитель главного редактора)
- М. С. Аксентьева (ответственный секретарь)
- П. И. Арсеев, член-корреспондент РАН, Физический институт им. П. Н. Лебедева РАН
- В. С. Бескин, доктор физико-математических наук, Физический институт им. П. Н. Лебедева РАН
- А. Е. Бондарь, академик РАН, Институт ядерной физики имени Г. И. Будкера СО РАН
- В. В. Бражкин
- М. А. Васильев
- М. И. Высоцкий
- И. М. Дремин, доктор физико-математических наук, Физический институт им. П. Н. Лебедева РАН
- А. М. Жёлтиков
- Г. Р. Иваницкий, член-корреспондент РАН, Институт теоретической и экспериментальной биофизики РАН, г. Пущино
- Д. И. Казаков
- В. В. Кведер
- Н. Н. Колачевский
- З. Ф. Красильник
- Е. А. Кузнецов
- С. А. Никитов
- В. Ф. Образцов
- П. Н. Пахлов
- К. А. Постнов
- В. И. Ритус, член-корреспондент РАН, Физический институт им. П. Н. Лебедева РАН
- Г. И. Рубцов
- М. В. Садовский, академик РАН, Институт электрофизики УрО РАН
- А. М. Сергеев
- Б. М. Смирнов, доктор физико-математических наук, Объединённый институт высоких температур РАН
- Р. А. Сурис
- Д. Р. Хохлов
- М. В. Чехова
- Е. М. Чуразов

Редактор-администратор сайта УФН и редактор-библиограф
- Е. В. Захарова

Редактор новостей
- Ю. Н. Ерошенко

Выпускающий научный редактор
- С. М. Апенко

Научные редакторы
- М. С. Аксентьева
- М. В. Магницкая
- Т. Г. Орехова
- Т. П. Романова
- Е. А. Фример

## Главные редакторы
- акад. П. П. Лазарев (1918—1930)
- д.ф.-м.н. Э. В. Шпольский (1930—1975)
- акад. Е. К. Завойский (1975—1976)
- акад. Б. Б. Кадомцев (1976—1998)
- акад. В. Л. Гинзбург (1998—2009)
- акад. Л. В. Келдыш (2009—2016)
- акад. В. А. Рубаков (2016—2022)